# 妙泉镇
妙泉乡，是中华人民共和国重庆市秀山土家族苗族自治县下辖的一个乡镇级行政单位。地处秀山土家族苗族自治县北部，东接宋农镇、龙池镇，南邻官庄街道，西邻溪口镇，北连酉阳土家族苗族自治县龙潭镇，距秀山土家族苗族自治县县城28千米， 区域总面积71.39平方千米。

## 行政区划
妙泉乡下辖以下地区：
妙泉村、刘家寨村、热水塘村、长冲村、小浩村和大田村。